# Elaphoglossum baquianorum
Elaphoglossum baquianorum är en träjonväxtart som beskrevs av A. Rojas. Elaphoglossum baquianorum ingår i släktet Elaphoglossum och familjen Dryopteridaceae. Inga underarter finns listade.